# Sinjido
Sinjido (koreanska: 신지도) är en ö i Sydkorea.   Den ligger i provinsen Södra Jeolla, i den södra delen av landet, 400 km söder om huvudstaden Seoul. Arean är 31 kvadratkilometer.
Terrängen på Sinjido är platt. Öns högsta punkt är 310 meter över havet. Den sträcker sig 6,7 kilometer i nord-sydlig riktning, och 13,6 kilometer i öst-västlig riktning.